# Piotr Podrzycki
Piotr Podrzycki (ur. 15 października 1960 w Ruchocinku) – polski żużlowiec.
Licencję żużlową zdobył w 1978 w barwach Startu Gniezno. Klub ten reprezentował do 1987 r., w kolejnych latach startował w Stali Rzeszów (1988–1990). Największy sukces w rozgrywkach z cyklu drużynowych mistrzostw Polski odniósł w 1980 r., zdobywając brązowy medal.
Finalista indywidualnych mistrzostw świata juniorów (Slaný 1981 – VI m.). Finalista młodzieżowych drużynowych mistrzostw Polski (cykl turniejów 1980 – brązowy medal). Finalista mistrzostw Polski par klubowych (Ostrów Wielkopolski 1987 – IX m.). Finalista "Złotego Kasku" (cykl turniejów 1985 – XII m.). Dwukrotny finalista "Brązowego Kasku" (Opole 1980 – V m., Świętochłowice 1981 – II m.). Zwycięzca memoriału im. Marcina Rożaka w Gnieźnie (1982).